# Klapstuk

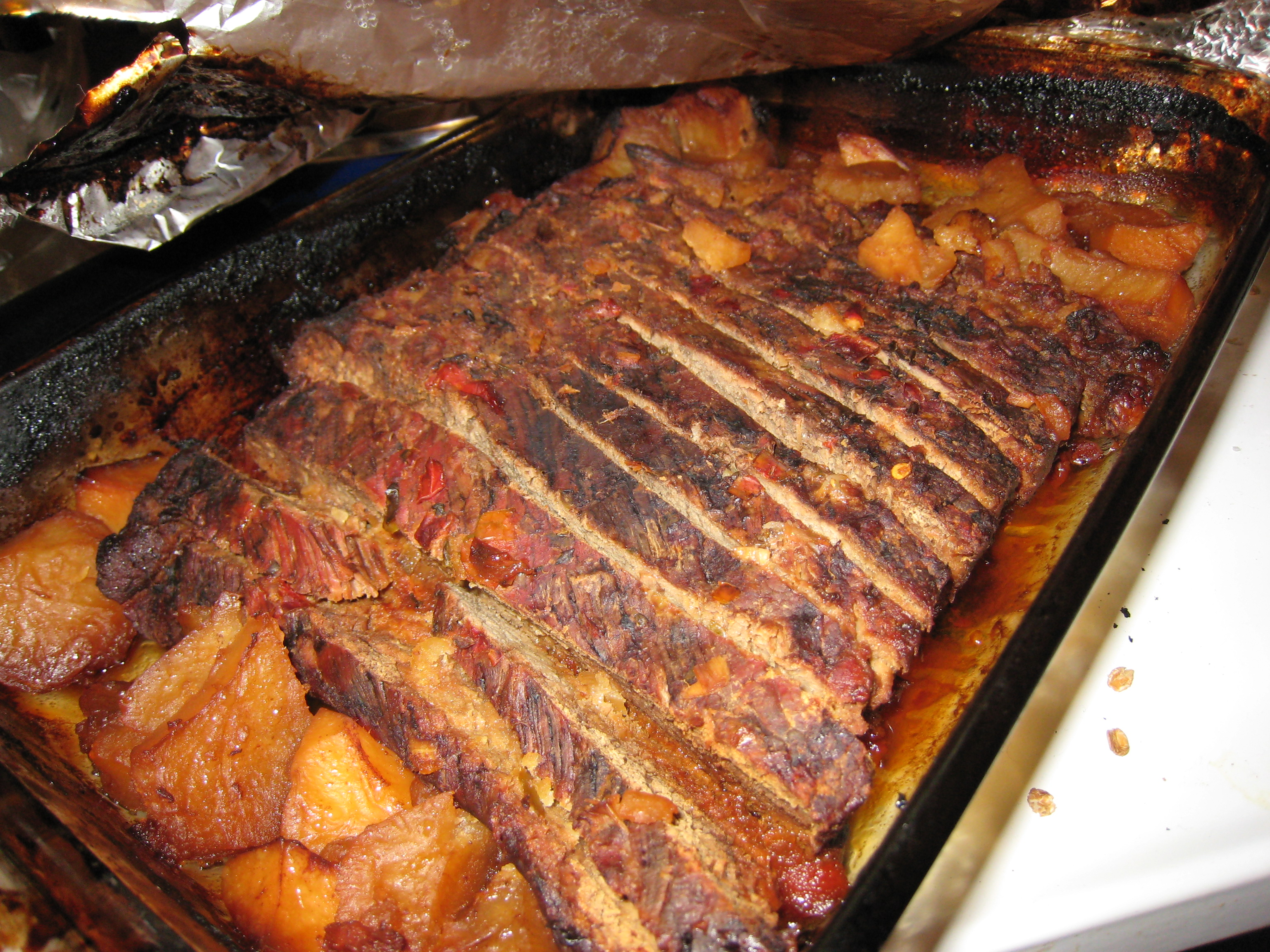
Klapstuk

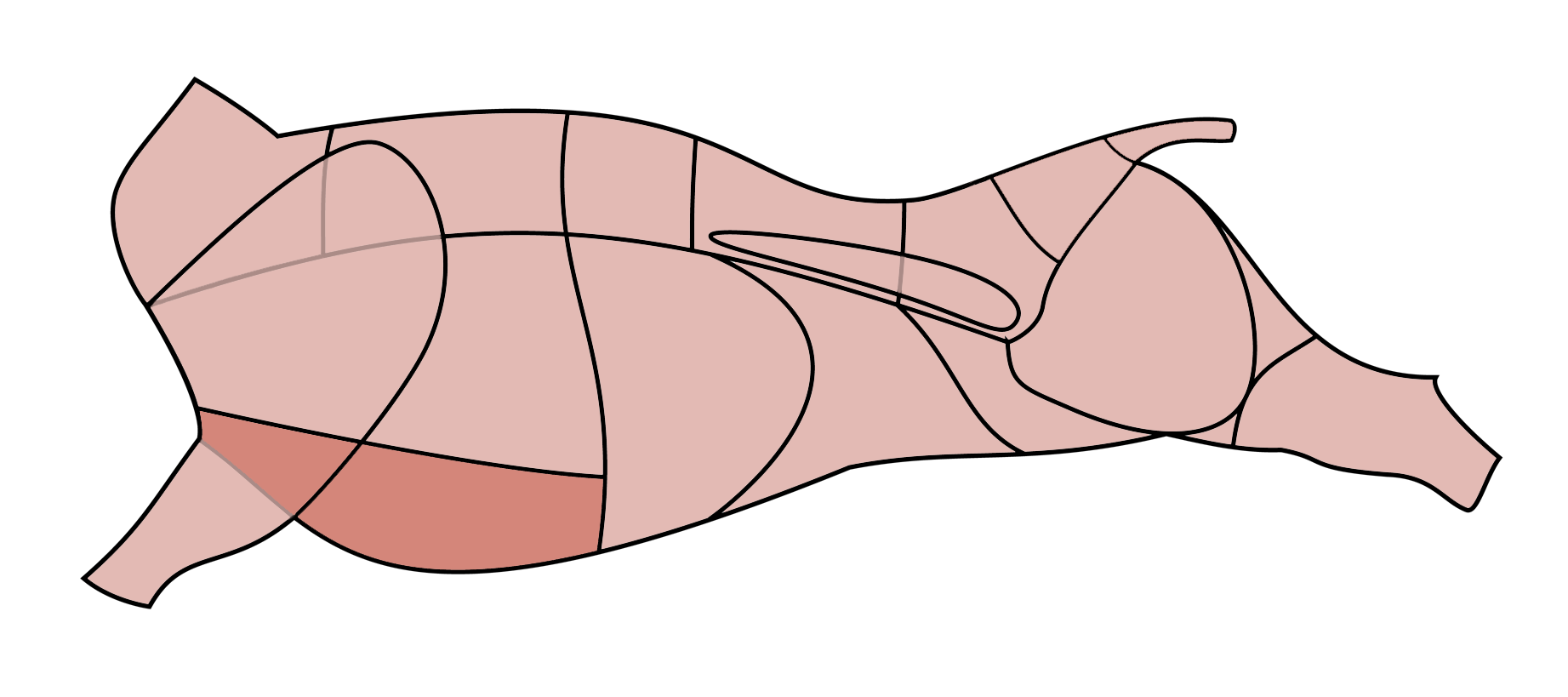
Runderborst

Runderborst, klapstuk, of brisket, is rundvlees dat gesneden wordt van de klapribben, ofwel de korte ribben van het rund. Omdat dit vlees geruime tijd gestoofd moet worden noemt men het ook stoofvlees. Het vlees krijgt zijn specifieke smaak doordat het met vetrandjes is doorregen. Klapstuk wordt van oudsher gegeten met hutspot of hete bliksem.